# ガンナック
『ガンナック』（GUNNAC）は、コンパイルが開発しトンキンハウスより1990年10月5日に発売されたファミリーコンピュータ用ゲームソフト。ジャンルは縦スクロール型のシューティングゲーム。『ザナック』と同じゲームエンジンを使用して製作された作品である。

## 概要
『ザナック』や『ガンヘッド』を開発したコンパイルの作品で、両方を足して2で割った作品とも言われる。ファミコン後期の1990年に発売されたため、やや知名度は低いようである。コミカルな世界観で、ストーリーも独特なものとなっている。「月の星」「火の星」「水の星」のように曜日がステージのモチーフとなっており、登場する敵キャラクターもそれらをイメージするものとなっている。ボタンを連打する必要が無く、難易度は優しめとされている。コンフィグモードが充実しており、難易度を4段階で調整できる他、敵の撃ち返しモードの有無、敵の表示を「スプライト優先」または「速度優先」のどちらかに設定できる。ソフトの中古価格はカセットのみでも1万円前後、箱・取扱説明書が揃ったものだと3万～4万円程度と比較的高価である。

## ゲーム内容

### あらすじ
7つの星と人工太陽で構成された金河恒星系の人々は平和に過ごしていた。ところが東暦2001年8月、工業製品が意思を持って動き始め、日を追うごとに世界中、さらには惑星間で大混乱となっていった。
地の球の代表の指令によって呼び出された魔導師である巫女は事態打破のため、異界の力を借りる儀式を行なったが、魔法陣から戦闘機を召喚するとともに何故かパイロットとして乗り込りこむことになり、元凶である「ミュータント」を倒しに向かうことになった。

### 武器
通常ショットは5種類あり、地上目標を破壊することで1～5の数字がついたアイテムが出現する。通常ショット、レーザー、ホーミング弾、火炎放射などの種類がある。同じ武器を取ると段階的にパワーアップしていく。
ボムはF（ファイアーボム）、B（ブリザードボム）、T（サンダーボム）、W（ウォーターボム）の4種類がある。ボムの使用中は通常ショットが最弱の状態に弱化し、ボムで敵の弾を消すことができるが、自機が無敵状態にはならないため、使いどころが難しい。通常ショットと同様に同じボムを取得するとパワーアップする。最大20個まで保有できる。

### 買い物
エリア中にお金を取得することができる。単位は円。エリアをクリアするとコンビニのような場所で買い物ができる。武器を買える他、連射速度の強化やボムの「仕送り」が可能。初回はボムを4個サービスしてくれる。

### エリア
- エリア-1「月の星」その名の通り月のようなエリア。クレーターが多数ある。兎や人参、隕石のような姿の敵が出現する。中ボスは大型隕石。ボスは巨大な兎型ロボ。
- エリア-2「火の星」溶岩が煮えたぎる高温の星。多数の火山が噴火している。マッチ箱やライター、たばこ、ろうそくなど火にまつわる形の敵が出現する。中ボスは巨大マッチ箱。ボスは巨人。
- エリア-3「水の星」一転して豊かな海が広がる星。多数の戦闘艦艇が攻撃してくる他、魚や傘、てるてる坊主のような水にちなむ敵が出現する。『ゼビウス』のバキュラのような敵も途中出現するが、こちらは破壊可能である。中ボスは赤い服装をした謎の女[注釈 6]。ボスは巨大タコ。
- エリア-4「木の星」森林が広がる自然豊かな星。例によって丸太や木材、どんぐりが飛んでくる他、木自体も攻撃してくる。中ボスは巨大どんぐり。ボスは巨大な人型の木。
- エリア-5「金の星」紙幣のようなタイルで構成される変わった星。コインやトロフィーが飛んでくる他、金庫や貯金箱、金塊が弾を飛ばして攻撃してくる。中ボスは巨大招き猫。ボスは車輪のついた金色ロボ。
- エリア-6「土の星」遺跡のような星。様々な形の壺や矢じりが飛んでくる他、埴輪が多数攻撃してくる。中ボスは巨大土偶、ボスは巨大埴輪。
- エリア-7「日の星」太陽のように燃え盛る星。横の炎の壁から炎弾が飛んでくる他、炎が伸びてくる。敵も戦闘機や爆弾のような姿で往年のシューティングゲームに近い。このエリアのみ中ボスが存在しない。ボスは顔のついた三日月。
- エリア-8「日の星内部」最終エリア、機械で構成された人工太陽の内部。途中でエリア1、2、4の中ボスが再登場する。中ボスは巨大な胎児、最終ボスは巨大ミュータント。

## メッセージ
本作のROMデータをバイナリエディタで覗くと以下のメッセージが確認できる。原文はローマ字である。

1990-06-21 もうじきマスターアップ、これがFC最後の仕事になるんだろうな、たぶん。4ヵ月の期間だから、これ!というすごいところは無いけど、遊べるような出来にはなったと思うから、まあ、よしとしましょう。こんどはどこであなたと出会えるかな?

## 評価
インディーズゼロのゲームデザイナー、鈴井匡伸は本作について「大学生になって買ったゲームで一番面白かった。ボタンを押しっぱなしにしていると誰でも最後まで行けて、でも、やりごたえもあって達成感もあるゲーム」と評している。